# Sonik Rainer
Sonik Rainer (* 26. April 1897 als Antonia Rainer in Wien; † 23. April 1981 in Hamburg) war eine österreichische Bühnenschauspielerin und Synchronsprecherin, die in der ersten Hälfte des 20. Jahrhunderts aktiv war.

## Leben

### Bühne
Der künstlerische Schwerpunkt Sonik Rainers lag zeitlebens auf der Bühne. Bereits bei der Eröffnung des vom Wiener Burgtheater genutzten Theaters im Redoutensaal der Hofburg am 13. September 1922 spielte sie unter der Regie von Max Reinhardt in Goethes Clavigo „Carlos“, den Freund des damals von Alexander Moissi verkörperten Titelhelden. Über eine Bühnenstation in Prag kam sie 1924 an das Preußische Staatstheater in Berlin. Ab 1926 trat sie als freischaffende Schauspielerin an verschiedenen Berliner Bühnen wie dem Deutschen Theater auf. Am DT spielte sie beispielsweise 1926/27 unter der Regie von Heinz Hilpert die Marketenderin in Wolfgang Goetz’ Neidhardt von Gneisenau und 1928 in Ferdinand Bruckners Verbrecher. Im Januar 1929 wurde sie an das Zürcher Schauspielhaus engagiert.

### Synchronisation
1933 wurde Sonik Rainer bei einer unter großem Medieninteresse erfolgten, vom Regisseur und Dialogbuchautor Helmut Brandis geleiteten Suche nach einer geeigneten deutschen Stimme für den schwedischen Filmstar Greta Garbo als deren Synchronsprecherin im Historiendrama Königin Christine ausgewählt. Sonik Rainer synchronisierte Greta Garbo noch in mindestens zwei weiteren Filmen: Der bunte Schleier (1934) und Anna Karenina (1935).

### Privates
Sonik Rainer war eine Tochter des Hutmachers und späteren Fabrikleiters Anton Steinkleiber und der Handarbeiterin Maria Rainer. Nach der Eheschließung ihrer Eltern 1899 trug sie den Familiennamen ihres Vaters. Ab 1925 war Sonik Rainer mit Walter Engelmann, dem Direktor der Ersten Böhmischen Kunstseidenfabrik AG in Theresienthal, verheiratet. Aus der Ehe ging ein Sohn, der später durch seine Grafiken bekannt gewordene Michael Engelmann, hervor. Nach der Scheidung der Eltern lebte Engelmann bis 1934 bei seiner Mutter in Berlin, ehe das Vormundschaftsgericht dem Vater das Sorgerecht übertrug. Im Oktober 1935 entführte Sonik Rainer in Abwesenheit des Vaters ihren Sohn in Hohenelbe, was vor allem aufgrund der jüdischen Herkunft des Vaters ein großes Medienecho hervorrief und politisch instrumentalisiert wurde. Dennoch blieb das Sorgerecht beim Vater, der 1940 mit dem Sohn vor den Nationalsozialisten floh und 1941 in die USA emigrierte. Sonik Rainer ging 1937 mit dem Architekten und Dokumentarfilmer Dirk Gascard ihre zweite Ehe ein und zog sich ins Privatleben zurück. Sie starb 1981 in Hamburg.

## Kritik
Joseph Roth lobte Rainers Darstellung der „Thekla“ in Schillers Piccolomini:

„Dieser Schauspielerin aber gelang es, Sentimentalität zu vermeiden, ohne offenbar liegende Leidenschaft vermissen zu lassen.“

Auch Herbert Ihering äußerte sich anerkennend über ihre Darstellung der „Thekla“ sowie die der „Natalie“ in Heinrich von Kleists Prinz von Homburg. Rainers Interpretation der „Toni“ in Heinz Hilperts Inszenierung von Gina Kaus’ Toni. Ein Schulmädchendrama im März 1927 führte hingegen zu negativer Resonanz sowohl bei Kritikern als auch bei Gina Kaus selbst, die Rainer zwar nicht die schauspielerische Qualität absprach, sie jedoch für eine Fehlbesetzung hielt.